# Hydroptila neoleonensis
Hydroptila neoleonensis är en nattsländeart som beskrevs av Bueno-soria 1984. Hydroptila neoleonensis ingår i släktet Hydroptila och familjen smånattsländor. Inga underarter finns listade i Catalogue of Life.